# Anthrax semiscitus
Anthrax semiscitus är en tvåvingeart som beskrevs av Walker 1856. Anthrax semiscitus ingår i släktet Anthrax och familjen svävflugor. Inga underarter finns listade i Catalogue of Life.